# Ramenskoe
Ramenskoe in russo Раменское?, traslitterata anche come Ramenskoye o Ramenskoje, è una città (82 074 abitanti) della Russia europea, nell'Oblast' di Mosca. Situata a 46 km a sudest della capitale. Fino al 2019 era il capoluogo amministrativo del distretto omonimo.
Il nome della cittadina deriva dal russo arcaico раменье (ramen'e), limitare della foresta.

## Infrastrutture e trasporti
A Ramenskoe ha sede il LII (Letno-Issledovatel'skij Istitut, istituto di ricerca sul volo, dedicato a Gromov Air), dove è stata collaudata la maggioranza degli aeroplani sovietici e russi.
Il centro possiede due piste di decollo principali, una di circa 5 km e l'altra di 2,8 km.

## Società

### Evoluzione demografica
Andamento demografico della città
- 1926: 14 000
- 1939: 28 000
- 1959: 46 500
- 1979: 76 900
- 1989: 87 700
- 2002: 82 074
- 2007: 82 000